# Bryocryptella torquata
Bryocryptella torquata är en mossdjursart som först beskrevs av Jullien 1903.  Bryocryptella torquata ingår i släktet Bryocryptella och familjen Bryocryptellidae. Inga underarter finns listade i Catalogue of Life.